# Dembo (Vegetationskunde)
Als Dembo oder Dambo bezeichnet man in der Vegetationskunde eine moorähnliche Pflanzenformation im tropischen Afrika. Der Begriff entstammt einer sambischen Bantusprache, in Ostafrika spricht man stattdessen von Bonden. Dembos sind bekannt aus Angola, Kamerun, der Demokratischen Republik Kongo und werden auch im Sudan vermutet. 
Dembos ähneln Quellmooren. Es sind baumlose Grasfluren aus vergleichsweise niedrigen Gräsern und Riedgräsern, entweder in sehr flachen Senken ohne Abfluss oder in stehendem Wasser in der Regenzeit, so dass der Boden in der Trockenzeit noch sehr feucht ist. Sie haben einen Tonuntergrund, der das Wasser zurückhält. Die grauen Böden sind sauer, wenig nährstoffhaltig und lehmig bis lehmig-sandig, Dembos entwickeln sich meist auf alten, bloßliegenden Lateritkrusten oder in dicken Ablagerungen humoser Erde. Verholzende Arten können sich hier nicht halten, zeigen Kümmerwuchs und stehen sehr vereinzelt oder verschwinden vollständig.
Büffel schätzen die oft mehrere Kilometer breiten Dembos mit ihren dichtwüchsigen niedrigen Gras- und Sumpfpflanzen. Verbreitete Pflanzen sind Ascolepis capensis, Reusenfallen (insbesondere Genlisea africana), Wasserschläuche, Sonnentau-Arten, Xyris, Burmannia und Orchideen wie Disa subequestris, Disa gracilior und Liparis rufina.
Bonden werden in der Trockenzeit von den Einheimischen gelegentlich als Maisäcker benutzt.

## Nachweise
- Johannes Mildbraeld, Walter Domke: Grundzüge der Vegetation des tropischen Kontinental-Afrika In: Willdenowia Beihefte, 2, 1966, S. 116–117
- P. Bamps: Glossaire des denominations indigenes designant les paysages vegetaux au Zaire In: Bulletin du Jardin botanique national de Belgique / Bulletin van de National Plantentuin van België, Bd. 45, No. 1/2, 1975, S. 138–139